# Le Classique
Le Classique (in italiano il Classico) è un termine francese con cui si suole indicare la rivalità sportiva tra le squadre di calcio del Paris Saint-Germain e dell'Olympique Marsiglia, le due compagini più titolate e tra le più sostenute dai tifosi in Francia, nonché le uniche ad aver vinto almeno una delle tre principali competizioni UEFA disputatesi nel XX secolo (Champions League, Coppa UEFA e Coppa delle Coppe).
La rivalità tra Paris Saint-Germain ed Olympique Marsiglia va ben oltre l'ambito strettamente calcistico e assume connotazioni storico-culturali e geografiche, dato che contrappone la squadra principale di Parigi (nord) a quella di Marsiglia (sud); per questi motivi, le partite tra le due compagini presentano spesso episodi di violenza in campo e sugli spalti.

## Storia

### Origini

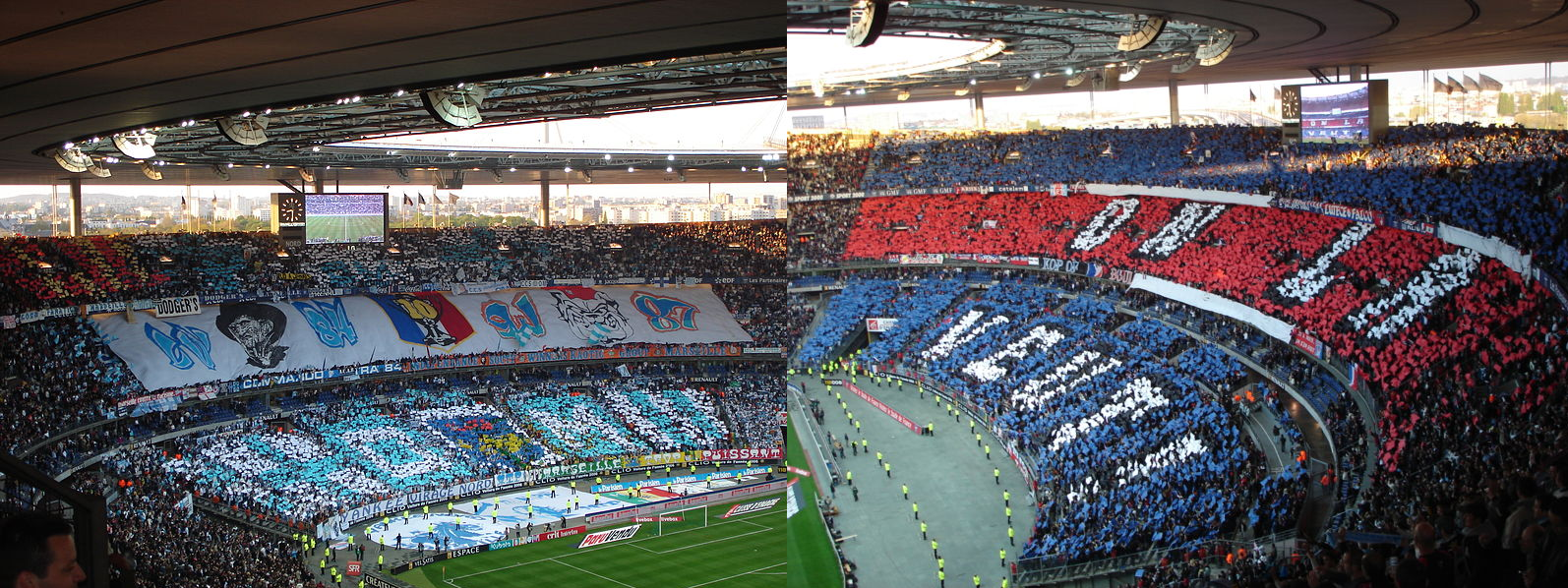
Le coreografie della tifoseria marsigliese e di quella parigina in occasione della finale di Coppa di Francia della stagione 2005-2006

La rivalità tra i due club è stata in buona misura alimentata soprattutto dalle dirigenze dei due club, tuttavia esiste un antagonismo tra la capitale francese, Parigi, e la "seconda città di Francia", Marsiglia. I due centri si confrontano per ragioni geografiche, culturali e sociologiche.
Fino alla fine degli anni ottanta del XX secolo, gli incontri di campionato o di coppa nazionale tra PSG e OM si sono svolti come partite qualunque. Le rivali del Marsiglia sono state il Saint-Étienne negli anni settanta e il Bordeaux negli anni ottanta. Esistono inoltre rivalità con il Nizza e il Nîmes, con cui l'OM si contende da sempre la supremazia regionale. Il 19 febbraio 1975 si giocò a Colombes un'amichevole tra la squadra brasiliana del Botafogo e una selezione dei migliori giocatori dell'OM e del Paris Saint-Germain, che indossava per l'occasione la maglia del Racing Club de France, in omaggio a Georges Magendie, rugbista del Racing da poco scomparso.
In seguito alla perdita di influenza del Bordeaux sul calcio francese, Bernard Tapie, presidente dell'OM dal 1986 al 1993, si mise alla ricerca di un altro rivale per ravvivare il campionato e avere un avversario di prim'ordine. Egli ammise di mantenere viva questa rivalità per motivare la sua squadra in vetta al campionato, specialmente durante la corsa per il titolo del 1988-1989. Per la partita decisiva al Vélodrome del 5 maggio 1989 ai tifosi parigini fu fatto divieto di assistere all'incontro.
Negli anni novanta del XX secolo l'OM e il PSG sono stati tra i club più importanti del campionato francese, nonché gli unici due club nella storia della Francia a vincere un trofeo in Europa (la Champions League per il Marsiglia nel 1993 e la Coppa delle Coppe per il PSG nel 1996).
Il titolo di campione di Francia venne conteso dalle due squadre nel 1993 (titolo non assegnato) e nel 1994.

### Anni 2000
La rivalità persiste anche negli anni 2000, durante i quali l'animosità tra i tifosi raggiunge il culmine. Ad ogni partita vengono adottate importanti misure di sicurezza per prevenire scontri tra i tifosi marsigliesi e i tifosi parigini.
Nel tempo, questa rivalità si è guadagnata una reputazione anche a livello internazionale, spesso descritta come la più grande rivalità calcistica di Francia, e anche come una delle più note di tutte le principali squadre di club, e questo nonostante sia abbastanza recente e soprattutto amplificata dai dirigenti dei due club.

### Anni 2010
Il club di Marsiglia è al massimo della sua forma nel 2010, con la sua doppietta di campionato e Coupe de la ligue, e la rivalità è dunque fortissima tra i due club, ma soprattutto tra i tifosi. La morte di un tifoso parigino il 28 febbraio 2010, a seguito di uno scontro con i tifosi del PSG, portò al divieto per i tifosi del Marsiglia di recarsi al Parco dei Principi.
Tuttavia, più di un raffreddamento della rivalità tra i gruppi di tifosi, è dovuto all'ascesa del PSG, dopo l'acquisizione da parte dei fondi del Qatar, e il suo dominio nel campionato di Francia che diminuirà notevolmente il fascino sportivo di queste partite, almeno per i giocatori. Il Marsiglia, infatti, a parte la vittoria del novembre 2011, non è riuscita a ottenere vittorie a danno dei parigini per l'intero decennio.

## Statistiche

### Partite ufficiali
Dati aggiornati al 18 marzo 2025.
  Vittoria Paris Saint-Germain
  Vittoria Olympique Marsiglia
  Pareggio
| #   | Data       | Competizione                | Stadio                   | In casa             | Risultato       | In trasferta        | Marcatori Paris Saint-Germain                  | Marcatori Olympique Marsiglia         | Spettatori |
| --- | ---------- | --------------------------- | ------------------------ | ------------------- | --------------- | ------------------- | ---------------------------------------------- | ------------------------------------- | ---------- |
| 1   | 12/12/1971 | Division 1 1971-1972        | Stadio Vélodrome         | Olympique Marsiglia | 4 - 2           | Paris Saint-Germain | Prost (2)                                      | Bosquier, Skoblar (2), Couécou        | 18.798     |
| 2   | 17/05/1972 | Division 1 1971-1972        | Stade Yves-du-Manoir     | Paris Saint-Germain | 1 - 2           | Olympique Marsiglia | Bras                                           | Kula, Novi                            | 14.140     |
| 3   | 05/10/1974 | Division 1 1974-1975        | Stadio Vélodrome         | Olympique Marsiglia | 4 - 2           | Paris Saint-Germain | Dahleb, Dogliani                               | Skoblar (2), Eo, Emon                 | 14.117     |
| 4   | 12/03/1975 | Division 1 1974-1975        | Parco dei Principi       | Paris Saint-Germain | 1 - 1           | Olympique Marsiglia | Dahleb                                         | Jairzinho                             | 42.247     |
| 5   | 09/05/1975 | Coppa di Francia 1974-1975  | Stadio Vélodrome         | Olympique Marsiglia | 2 - 2           | Paris Saint-Germain | M'Pelé (2)                                     | Bereta, Jairzinho                     | 26.595     |
| 6   | 13/05/1975 | Coppa di Francia 1974-1975  | Parco dei Principi       | Paris Saint-Germain | 2 - 0           | Olympique Marsiglia | Floch, Laposte                                 |                                       | 46.471     |
| 7   | 20/09/1975 | Division 1 1975-1976        | Parco dei Principi       | Paris Saint-Germain | 2 - 3           | Olympique Marsiglia | Dogliani, Floch                                | Bracci, Emon, Yazalde                 | 38.210     |
| 8   | 22/02/1976 | Division 1 1975-1976        | Stadio Vélodrome         | Olympique Marsiglia | 2 - 1           | Paris Saint-Germain | Floch                                          | Florès (2)                            | 16.368     |
| 9   | 24/11/1976 | Division 1 1976-1977        | Stadio Vélodrome         | Olympique Marsiglia | 2 - 1           | Paris Saint-Germain | (aut.) Baulier                                 | Bracci, Zlatarić                      | 13.024     |
| 10  | 16/04/1977 | Division 1 1976-1977        | Parco dei Principi       | Paris Saint-Germain | 1 - 1           | Olympique Marsiglia | Tokoto                                         | Florès                                | 14.803     |
| 11  | 30/08/1977 | Division 1 1977-1978        | Stadio Vélodrome         | Olympique Marsiglia | 2 - 1           | Paris Saint-Germain | C. Bianchi                                     | Berdoll, Florès                       | 24.303     |
| 12  | 08/01/1978 | Division 1 1977-1978        | Parco dei Principi       | Paris Saint-Germain | 5 - 1           | Olympique Marsiglia | Brisson, Dahleb, (aut.) Trésor, M'Pelé (2)     | Boubacar                              | 33.386     |
| 13  | 30/09/1978 | Division 1 1978-1979        | Stadio Vélodrome         | Olympique Marsiglia | 4 - 1           | Paris Saint-Germain | C. Bianchi                                     | Linderoth, Boubacar, Buigues, Florès  | 9.295      |
| 14  | 07/04/1979 | Division 1 1978-1979        | Parco dei Principi       | Paris Saint-Germain | 4 - 3           | Olympique Marsiglia | Bureau, Dahleb, A. Bianchi, C. Bianchi         | Berdoll (2), Buigues                  | 13.707     |
| 15  | 03/08/1979 | Division 1 1979-1980        | Parco dei Principi       | Paris Saint-Germain | 2 - 1           | Olympique Marsiglia | Abel Braga, Bathenay                           | Six                                   | 43.845     |
| 16  | 08/12/1979 | Division 1 1979-1980        | Stadio Vélodrome         | Olympique Marsiglia | 0 - 2           | Paris Saint-Germain | Boubacar, Beltramini                           |                                       | 5.556      |
| 17  | 30/03/1982 | Coppa di Francia 1981-1982  | Stadio Vélodrome         | Olympique Marsiglia | 0 - 1           | Paris Saint-Germain | Luis Fernández                                 |                                       | 35.095     |
| 18  | 06/04/1982 | Coppa di Francia 1981-1982  | Parco dei Principi       | Paris Saint-Germain | 3 - 1           | Olympique Marsiglia | Šurjak, N'Gom, Rocheteau                       | Santos                                | 18.108     |
| 19  | 08/09/1984 | Division 1 1984-1985        | Parco dei Principi       | Paris Saint-Germain | 2 - 1           | Olympique Marsiglia | Bathenay, N'Jo Léa                             | Zénier                                | 21.820     |
| 20  | 03/02/1985 | Division 1 1984-1985        | Stadio Vélodrome         | Olympique Marsiglia | 3 - 1           | Paris Saint-Germain | Toko                                           | Flak, La Ling (2)                     | 19.878     |
| 21  | 09/08/1985 | Division 1 1985-1986        | Parco dei Principi       | Paris Saint-Germain | 2 - 0           | Olympique Marsiglia | Luis Fernández, Jacques                        |                                       | 32.460     |
| 22  | 15/12/1985 | Division 1 1985-1986        | Stadio Vélodrome         | Olympique Marsiglia | 0 - 0           | Paris Saint-Germain |                                                |                                       | 37.958     |
| 23  | 28/11/1986 | Division 1 1986-1987        | Stadio Vélodrome         | Olympique Marsiglia | 4 - 0           | Paris Saint-Germain |                                                | Laurey, Cubaynes (2), Papin           | 38.209     |
| 24  | 29/05/1987 | Division 1 1986-1987        | Parco dei Principi       | Paris Saint-Germain | 2 - 0           | Olympique Marsiglia | Sène, Sušić                                    |                                       | 35.000     |
| 25  | 08/11/1987 | Division 1 1987-1988        | Parco dei Principi       | Paris Saint-Germain | 1 - 1           | Olympique Marsiglia | Simba                                          | (aut.) Sène                           | 22.250     |
| 26  | 21/05/1988 | Division 1 1987-1988        | Stadio Vélodrome         | Olympique Marsiglia | 1 - 2           | Paris Saint-Germain | Sušić, Calderón                                | Papin                                 | 21.084     |
| 27  | 29/10/1988 | Division 1 1988-1989        | Parco dei Principi       | Paris Saint-Germain | 0 - 0           | Olympique Marsiglia |                                                |                                       | 33.256     |
| 28  | 05/05/1989 | Division 1 1988-1989        | Stadio Vélodrome         | Olympique Marsiglia | 1 - 0           | Paris Saint-Germain |                                                | Sauzée                                | 35.572     |
| 29  | 27/10/1989 | Division 1 1989-1990        | Stadio Vélodrome         | Olympique Marsiglia | 2 - 1           | Paris Saint-Germain | Vujović                                        | Waddle, Francescoli                   | 25.987     |
| 30  | 21/04/1990 | Division 1 1989-1990        | Parco dei Principi       | Paris Saint-Germain | 2 - 1           | Olympique Marsiglia | Calderón, Vujović                              | Sauzée                                | 40.025     |
| 31  | 08/09/1990 | Division 1 1990-1991        | Stadio Vélodrome         | Olympique Marsiglia | 2 - 1           | Paris Saint-Germain | (aut.) Mozer                                   | Waddle, Cantona                       | 31.626     |
| 32  | 10/02/1991 | Division 1 1990-1991        | Parco dei Principi       | Paris Saint-Germain | 0 - 1           | Olympique Marsiglia |                                                | Boli                                  | 38.766     |
| 33  | 28/04/1991 | Coppa di Francia 1990-1991  | Parco dei Principi       | Paris Saint-Germain | 0 - 2           | Olympique Marsiglia |                                                | Fournier, Papin                       | 38.000     |
| 34  | 09/08/1991 | Division 1 1991-1992        | Stadio Vélodrome         | Olympique Marsiglia | 0 - 0           | Paris Saint-Germain |                                                |                                       | 37.933     |
| 35  | 17/12/1991 | Division 1 1991-1992        | Parco dei Principi       | Paris Saint-Germain | 0 - 0           | Olympique Marsiglia |                                                |                                       | 43.382     |
| 36  | 18/12/1992 | Division 1 1992-1993        | Parco dei Principi       | Paris Saint-Germain | 0 - 1           | Olympique Marsiglia |                                                | Bokšić                                | 42.510     |
| 37  | 29/05/1993 | Division 1 1992-1993        | Stadio Vélodrome         | Olympique Marsiglia | 3 - 1           | Paris Saint-Germain | Guérin                                         | Völler, Boli, Bokšić                  | 37.178     |
| 38  | 15/08/1993 | Division 1 1993-1994        | Stadio Vélodrome         | Olympique Marsiglia | 1 - 0           | Paris Saint-Germain |                                                | Bokšić                                | 33.700     |
| 39  | 14/01/1994 | Division 1 1993-1994        | Parco dei Principi       | Paris Saint-Germain | 1 - 1           | Olympique Marsiglia | Guérin                                         | Völler                                | 48.000     |
| 40  | 11/04/1995 | Coppa di Francia 1994-1995  | Parco dei Principi       | Paris Saint-Germain | 2 - 0           | Olympique Marsiglia | Ricardo, Weah                                  |                                       | 43.211     |
| 41  | 22/11/1996 | Division 1 1996-1997        | Parco dei Principi       | Paris Saint-Germain | 0 - 0           | Olympique Marsiglia |                                                |                                       | 44.804     |
| 42  | 17/05/1997 | Division 1 1996-1997        | Stadio Vélodrome         | Olympique Marsiglia | 1 - 0           | Paris Saint-Germain |                                                | Roy                                   | 24.200     |
| 43  | 08/11/1997 | Division 1 1997-1998        | Parco dei Principi       | Paris Saint-Germain | 1 - 2           | Olympique Marsiglia | Leroy                                          | Gravelaine, Blanc                     | 43.307     |
| 44  | 08/04/1998 | Division 1 1997-1998        | Stadio Vélodrome         | Olympique Marsiglia | 0 - 0           | Paris Saint-Germain |                                                |                                       | 56.470     |
| 45  | 29/11/1998 | Division 1 1998-1999        | Stadio Vélodrome         | Olympique Marsiglia | 0 - 0           | Paris Saint-Germain |                                                |                                       | 56.346     |
| 46  | 04/05/1999 | Division 1 1998-1999        | Parco dei Principi       | Paris Saint-Germain | 2 - 1           | Olympique Marsiglia | Simone, B. Rodriguez                           | Maurice                               | 44.939     |
| 47  | 12/10/1999 | Division 1 1999-2000        | Parco dei Principi       | Paris Saint-Germain | 0 - 2           | Olympique Marsiglia |                                                | Ravanelli, Maurice                    | 44.784     |
| 48  | 15/02/2000 | Division 1 1999-2000        | Stadio Vélodrome         | Olympique Marsiglia | 4 - 1           | Paris Saint-Germain | Christian                                      | S. Pérez, Pouget, Abardonado, Maurice | 54.876     |
| 49  | 13/10/2000 | Division 1 2000-2001        | Parco dei Principi       | Paris Saint-Germain | 2 - 0           | Olympique Marsiglia | Robert, Christian                              |                                       | 44.084     |
| 50  | 17/02/2001 | Division 1 2000-2001        | Stadio Vélodrome         | Olympique Marsiglia | 1 - 0           | Paris Saint-Germain |                                                | Bakayoko                              | 56.315     |
| 51  | 29/11/2001 | Division 1 2001-2002        | Parco dei Principi       | Paris Saint-Germain | 0 - 0           | Olympique Marsiglia |                                                |                                       | 42.178     |
| 52  | 10/02/2002 | Coppa di Francia 2001-2002  | Parco dei Principi       | Paris Saint-Germain | 1 - 1 (7-6 dtr) | Olympique Marsiglia | Heinze                                         | Van Buyten                            | 33.790     |
| 53  | 12/04/2002 | Division 1 2001-2002        | Stadio Vélodrome         | Olympique Marsiglia | 1 - 0           | Paris Saint-Germain |                                                | Van Buyten                            | 55.797     |
| 54  | 26/10/2002 | Ligue 1 2002-2003           | Parco dei Principi       | Paris Saint-Germain | 3 - 0           | Olympique Marsiglia | Ronaldinho (2), Cardetti                       |                                       | 41.949     |
| 55  | 25/01/2003 | Coppa di Francia 2001-2002  | Parco dei Principi       | Paris Saint-Germain | 2 - 1 (dts)     | Olympique Marsiglia | Pochettino, Fiorèse                            | Van Buyten                            | 38.150     |
| 56  | 09/03/2003 | Ligue 1 2002-2003           | Stadio Vélodrome         | Olympique Marsiglia | 0 - 3           | Paris Saint-Germain | Leroy (2), Ronaldinho                          |                                       | 55.982     |
| 57  | 30/11/2003 | Ligue 1 2003-2004           | Stadio Vélodrome         | Olympique Marsiglia | 0 - 1           | Paris Saint-Germain | Fiorèse                                        |                                       | 55.493     |
| 58  | 24/01/2004 | Coppa di Francia 2003-2004  | Stadio Vélodrome         | Olympique Marsiglia | 1 - 2 (dts)     | Paris Saint-Germain | Pauleta, Sorín                                 | Drogba                                | 53.000     |
| 59  | 25/04/2004 | Ligue 1 2003-2004           | Parco dei Principi       | Paris Saint-Germain | 2 - 1           | Olympique Marsiglia | Pauleta (2)                                    | Batlles                               | 41.978     |
| 60  | 07/11/2004 | Ligue 1 2004-2005           | Parco dei Principi       | Paris Saint-Germain | 2 - 1           | Olympique Marsiglia | Pauleta, E. Cissé                              | Batlles                               | 43.131     |
| 61  | 10/11/2004 | Coupe de la Ligue 2004-2005 | Stadio Vélodrome         | Olympique Marsiglia | 2 - 3           | Paris Saint-Germain | Bošković (2), Mendy                            | Pedretti, Bamogo                      | 54.281     |
| 62  | 03/04/2005 | Ligue 1 2004-2005           | Stadio Vélodrome         | Olympique Marsiglia | 1 - 1           | Paris Saint-Germain | (aut.) Nakata                                  | Batlles                               | 56.087     |
| 63  | 16/10/2005 | Ligue 1 2005-2006           | Stadio Vélodrome         | Olympique Marsiglia | 1 - 0           | Paris Saint-Germain |                                                | Cana                                  | 54.260     |
| 64  | 05/03/2006 | Ligue 1 2005-2006           | Parco dei Principi       | Paris Saint-Germain | 0 - 0           | Olympique Marsiglia |                                                |                                       | 43.906     |
| 65  | 29/04/2006 | Coppa di Francia 2005-2006  | Stade de France          | Olympique Marsiglia | 1 - 2           | Paris Saint-Germain | Kalou, Dhorasoo                                | Maoulida                              | 79.061     |
| 66  | 10/09/2006 | Ligue 1 2006-2007           | Parco dei Principi       | Paris Saint-Germain | 1 - 3           | Olympique Marsiglia | Pauleta                                        | Niang, Nasri, Pagis                   | 44.431     |
| 67  | 04/02/2007 | Ligue 1 2006-2007           | Stadio Vélodrome         | Olympique Marsiglia | 1 - 1           | Paris Saint-Germain | Pauleta                                        | D. Cissé                              | 56.592     |
| 68  | 02/09/2007 | Ligue 1 2007-2008           | Parco dei Principi       | Paris Saint-Germain | 1 - 1           | Olympique Marsiglia | Luyindula                                      | D. Cissé                              | 43.419     |
| 69  | 17/02/2008 | Ligue 1 2007-2008           | Stadio Vélodrome         | Olympique Marsiglia | 2 - 1           | Paris Saint-Germain | Rothen                                         | Taiwo, Niang                          | 56.106     |
| 70  | 26/10/2008 | Ligue 1 2008-2009           | Stadio Vélodrome         | Olympique Marsiglia | 2 - 4           | Paris Saint-Germain | Hoarau (2), Luyindula, Rothen                  | Niang, Valbuena                       | 56.426     |
| 71  | 15/03/2009 | Ligue 1 2008-2009           | Parco dei Principi       | Paris Saint-Germain | 1 - 3           | Olympique Marsiglia | Giuly                                          | Zenden, Koné, Cana                    | 45.774     |
| 72  | 20/11/2009 | Ligue 1 2009-2010           | Stadio Vélodrome         | Olympique Marsiglia | 1 - 0           | Paris Saint-Germain |                                                | Heinze                                | 55.623     |
| 73  | 28/02/2010 | Ligue 1 2009-2010           | Parco dei Principi       | Paris Saint-Germain | 0 - 3           | Olympique Marsiglia |                                                | Ben Arfa, L. González, Cheyrou        | 43.813     |
| 74  | 28/07/2010 | Trophée des champions 2010  | Stadio Olimpico di Radès | Olympique Marsiglia | 0 - 0 (5-4 dtr) | Paris Saint-Germain |                                                |                                       | 57.000     |
| 75  | 07/11/2010 | Ligue 1 2010-2011           | Parco dei Principi       | Paris Saint-Germain | 2 - 1           | Olympique Marsiglia | Erdinç, Hoarau                                 | Lucho González                        | 40.234     |
| 76  | 20/03/2011 | Ligue 1 2010-2011           | Stadio Vélodrome         | Olympique Marsiglia | 2 - 1           | Paris Saint-Germain | Chantôme                                       | Heinze, Ayew                          | 52.792     |
| 77  | 27/11/2011 | Ligue 1 2011-2012           | Stadio Vélodrome         | Olympique Marsiglia | 3 - 0           | Paris Saint-Germain |                                                | Rémy, Amalfitano, Ayew                | 41.512     |
| 78  | 08/04/2012 | Ligue 1 2011-2012           | Parco dei Principi       | Paris Saint-Germain | 2 - 1           | Olympique Marsiglia | Ménez, Alex                                    | Ayew                                  | 46.252     |
| 79  | 07/10/2012 | Ligue 1 2012-2013           | Stadio Vélodrome         | Olympique Marsiglia | 2 - 2           | Paris Saint-Germain | Ibrahimović (2)                                | Gignac (2)                            | 39.773     |
| 80  | 31/10/2012 | Coupe de la Ligue 2012-2013 | Parco dei Principi       | Paris Saint-Germain | 2 - 0           | Olympique Marsiglia | Thiago Silva, Ménez                            |                                       | 43.753     |
| 81  | 24/02/2013 | Ligue 1 2012-2013           | Parco dei Principi       | Paris Saint-Germain | 2 - 0           | Olympique Marsiglia | (aut.) Nkoulou, Ibrahimović                    |                                       | 44.984     |
| 82  | 27/02/2013 | Coppa di Francia 2012-2013  | Parco dei Principi       | Paris Saint-Germain | 2 - 0           | Olympique Marsiglia | Ibrahimović (2)                                |                                       | 42.000     |
| 83  | 06/10/2013 | Ligue 1 2013-2014           | Stadio Vélodrome         | Olympique Marsiglia | 1 - 2           | Paris Saint-Germain | Maxwell, Ibrahimović                           | Ayew                                  | 44.391     |
| 84  | 02/03/2014 | Ligue 1 2013-2014           | Parco dei Principi       | Paris Saint-Germain | 2 - 0           | Olympique Marsiglia | Maxwell, Cavani                                |                                       | 45.483     |
| 85  | 09/11/2014 | Ligue 1 2014-2015           | Parco dei Principi       | Paris Saint-Germain | 2 - 0           | Olympique Marsiglia | Lucas Moura, Cavani                            |                                       | 45.961     |
| 86  | 05/04/2015 | Ligue 1 2014-2015           | Stadio Vélodrome         | Olympique Marsiglia | 2 - 3           | Paris Saint-Germain | Matuidi, Marquinhos, (aut.) Morel              | Gignac (2)                            | 65.148     |
| 87  | 04/10/2015 | Ligue 1 2015-2016           | Parco dei Principi       | Paris Saint-Germain | 2 - 1           | Olympique Marsiglia | Ibrahimović (2)                                | Batshuayi                             | 47.199     |
| 88  | 07/02/2016 | Ligue 1 2015-2016           | Stadio Vélodrome         | Olympique Marsiglia | 1 - 2           | Paris Saint-Germain | Ibrahimović, Di María                          | Cabella                               | 63.235     |
| 89  | 21/05/2016 | Coppa di Francia 2015-2016  | Stade de France          | Olympique Marsiglia | 2 - 4           | Paris Saint-Germain | Matuidi, Ibrahimović (2), Cavani               | Thauvin, Batshuayi                    | 78.000     |
| 90  | 23/10/2016 | Ligue 1 2016-2017           | Parco dei Principi       | Paris Saint-Germain | 0 - 0           | Olympique Marsiglia |                                                |                                       | 47.929     |
| 91  | 26/02/2017 | Ligue 1 2016-2017           | Stadio Vélodrome         | Olympique Marsiglia | 1 - 5           | Paris Saint-Germain | Marquinhos, Cavani, L. Moura, Draxler, Matuidi | Fanni                                 | 65.252     |
| 92  | 22/10/2017 | Ligue 1 2017-2018           | Stadio Vélodrome         | Olympique Marsiglia | 2 - 2           | Paris Saint-Germain | Neymar, Cavani                                 | Luiz Gustavo, Thauvin                 | 60.410     |
| 93  | 25/02/2018 | Ligue 1 2017-2018           | Parco dei Principi       | Paris Saint-Germain | 3 - 0           | Olympique Marsiglia | Mbappé, Rolando, Cavani                        |                                       | 47.490     |
| 94  | 28/02/2018 | Coppa di Francia 2017-2018  | Parco dei Principi       | Paris Saint-Germain | 3 - 0           | Olympique Marsiglia | Di María (2), Cavani                           |                                       | 47.073     |
| 95  | 28/10/2018 | Ligue 1 2018-2019           | Stadio Vélodrome         | Olympique Marsiglia | 0 - 2           | Paris Saint-Germain | Mbappé, Draxler                                |                                       | 64.696     |
| 96  | 17/03/2019 | Ligue 1 2018-2019           | Parco dei Principi       | Paris Saint-Germain | 3 - 1           | Olympique Marsiglia | Mbappé, Di María (2)                           | Germain                               | 47.647     |
| 97  | 27/10/2019 | Ligue 1 2019-2020           | Parco dei Principi       | Paris Saint-Germain | 4 - 0           | Olympique Marsiglia | Icardi (2), Mbappé (2)                         |                                       | 47.926     |
| 98  | 13/09/2020 | Ligue 1 2020-2021           | Parco dei Principi       | Paris Saint-Germain | 0 - 1           | Olympique Marsiglia |                                                | Thauvin                               | 5.000      |
| 99  | 13/01/2021 | Trophée des champions 2020  | Stadio Bollaert-Delelis  | Paris Saint-Germain | 2 - 1           | Olympique Marsiglia | Icardi, Neymar                                 | Payet                                 | 0          |
| 100 | 07/02/2021 | Ligue 1 2020-2021           | Stadio Vélodrome         | Olympique Marsiglia | 0 - 2           | Paris Saint-Germain | Mbappé, Icardi                                 |                                       | 0          |
| 101 | 24/10/2021 | Ligue 1 2021-2022           | Stadio Vélodrome         | Olympique Marsiglia | 0 - 0           | Paris Saint-Germain |                                                |                                       | 65.121     |
| 102 | 17/04/2022 | Ligue 1 2021-2022           | Parco dei Principi       | Paris Saint-Germain | 2 - 1           | Olympique Marsiglia | Neymar, Mbappé                                 | Ćaleta-Car                            | 46.000     |
| 103 | 16/10/2022 | Ligue 1 2022-2023           | Parco dei Principi       | Paris Saint-Germain | 1 - 0           | Olympique Marsiglia | Neymar                                         |                                       | 47.000     |
| 104 | 08/02/2023 | Coppa di Francia 2022-2023  | Stadio Vélodrome         | Olympique Marsiglia | 2 - 1           | Paris Saint-Germain | S. Ramos                                       | Sánchez, Malinovs'kyj                 | 65.329     |
| 105 | 26/02/2023 | Ligue 1 2022-2023           | Stadio Vélodrome         | Olympique Marsiglia | 0 - 3           | Paris Saint-Germain | Mbappé (2), Messi                              |                                       | 65.894     |
| 106 | 24/09/2023 | Ligue 1 2023-2024           | Parco dei Principi       | Paris Saint-Germain | 4 - 0           | Olympique Marsiglia | Hakimi, Kolo Muani, G. Ramos (2)               |                                       | 47.926     |
| 107 | 31/03/2024 | Ligue 1 2023-2024           | Stadio Vélodrome         | Olympique Marsiglia | 0 - 2           | Paris Saint-Germain | Vitinha, G. Ramos                              |                                       | 66.046     |
| 108 | 27/10/2024 | Ligue 1 2024-2025           | Stadio Vélodrome         | Olympique Marsiglia | 0 - 3           | Paris Saint-Germain | Neves, (aut.) Balerdi, Barcola                 |                                       | 66.115     |
| 109 | 16/03/2025 | Ligue 1 2024-2025           | Parco dei Principi       | Paris Saint-Germain | 3 - 1           | Olympique Marsiglia | Dembélé, Nuno Mendes, (aut.) Lirola            | Gouiri                                | 47.926     |
| 110 | 21/09/2025 | Ligue 1 2025-2026           | Stadio Vélodrome         | Olympique Marsiglia |                 | Paris Saint-Germain |                                                |                                       |            |
| 111 | 08/02/2026 | Ligue 1 2025-2026           | Parco dei Principi       | Paris Saint-Germain |                 | Olympique Marsiglia |                                                |                                       |            |

### Bilancio complessivo
| Competizione          | Totale | Vittorie PSG | Pareggi | Vittorie OM | Gol PSG | Gol OM |
| --------------------- | ------ | ------------ | ------- | ----------- | ------- | ------ |
| Ligue 1               | 91     | 39           | 20      | 32          | 130     | 106    |
| Coupe de France       | 14     | 10           | 2       | 2           | 27      | 13     |
| Coupe de la Ligue     | 2      | 2            | 0       | 0           | 5       | 2      |
| Trophée des Champions | 2      | 1            | 1       | 0           | 2       | 1      |
| Totale                | 109    | 52           | 23      | 34          | 164     | 122    |